# Mariano Paredes (Künstler)
Mariano Paredes (* 26. Dezember 1912 in Veracruz; † 8. Dezember 1979 in Mexiko-Stadt) war ein mexikanischer Künstler.
1924 bis 1933 besuchte er Abendkurse an der Kunstakademie San Carlos. Seine Lehrer waren José Clemente Orozco und Fernando Leal. Von 1934 bis 1938 war er in der Liga de Escritores y Artistas Revolucionarios (Liga der revolutionären Schriftsteller und Künstler, LEAR). 1937 war er neben Alberto Beltrán, Ángel Bracho, Isidoro Ocampo, Leopoldo Méndez, Pablo O’Higgins, Raúl Anguiano und anderen Künstlern an der Gründung der Taller de Gráfica Popular (Werkstatt der Volksgraphiker, TGP) beteiligt. Ab 1944 arbeitete er als Kunstdozent an verschiedenen Schulen. 1947 war er Mitbegründer der Sociedad Mexicana de Grabadores (Mexikanische Gesellschaft der Graveure). Außerdem war Paredes Mitglied der Sociedad para el Impulso de las Artes Plásticas (Gesellschaft für Impulse der plastischen Kunst).